# Coup d'État de Gapsin
Le coup d'État de Gapsin (RR : Gapsin jeongbyeon) a été une tentative des réformistes du parti Gaehwa pour prendre le pouvoir pour transformer le régime. Le camp réformiste était appuyé par des troupes japonaises, contre le camp conservateur appuyé par des troupes chinoises. Il s'est produit en Corée entre le 4 et le 7 décembre 1884. Le nom de Gapsin fait référence au nom de cette année dans le cycle sexagésimal chinois. Il est aussi connu sous le nom de révolution de Gapsin (갑신혁명) ou du gouvernement de trois jours (삼일천하). « Gapsin » signifie « année du singe de bois » en coréen.

## Contexte

### Objectif des réformistes
Les réformateurs portaient comme objectif de moderniser le pays qui était alors soumis à un régime féodal. Ils voulaient rejeter l'influence chinoise sur les affaires de politique interne à la Corée, mettre en place un système d'égalité entre les individus, supprimer les privilèges de la classe des yangban et réformer le système d'impôt.
Ils sont tenus en échec par les conservateurs à la cour royal.

## Déroulement
Les réformateurs lancent le coup d'État lors du banquet d'inauguration de la poste, abattent des hauts fonctionnaires et prennent le contrôle du palais royal. Ils étaient menés par Kim Ok-gyun et Park Yeong-hyo.  Seo Jae-pil, Seo Jae-chang (en), Yun Chi-ho, Hong Young-sik et Yu Kil-chun y ont aussi pris part. 
Le 5 décembre 1884, un nouveau gouvernement est annoncé. Le 6, un programme de réforme est publié. Le 7, les troupes chinoises de la dynastie Qing interviennent et rétablissent l'ordre antérieur. La légation japonaise est alors brûlée et 40 Japonais trouvent la mort. Les meneurs du coup d'État parviennent à fuir vers l'empire du Japon sous la protection de Takejo, le ministre pour la Corée.
L’échec du coup d'État est dû à l'intervention des forces chinoises et à une mauvaise organisation.

## Conséquences
Le gouvernement japonais demande des excuses et des réparations et les obtient par le traité de Hanseong du 9 juillet 1885. Par la convention de Tianjin, la Chine et le Japon se mettent d'accord pour retirer leurs troupes de la Corée. Kim Ok-gyun est assassiné par Hong Tjong-ou en 1894 alors qu'il se rendait à Shanghai.